# 岐阜県道321号ひるがの高原線
岐阜県道321号ひるがの高原線（ぎふけんどう321ごう ひるがのこうげんせん）とは、岐阜県郡上市内を通る一般県道である。ひるがの高原牧歌の里にアクセスする主要な道路である。

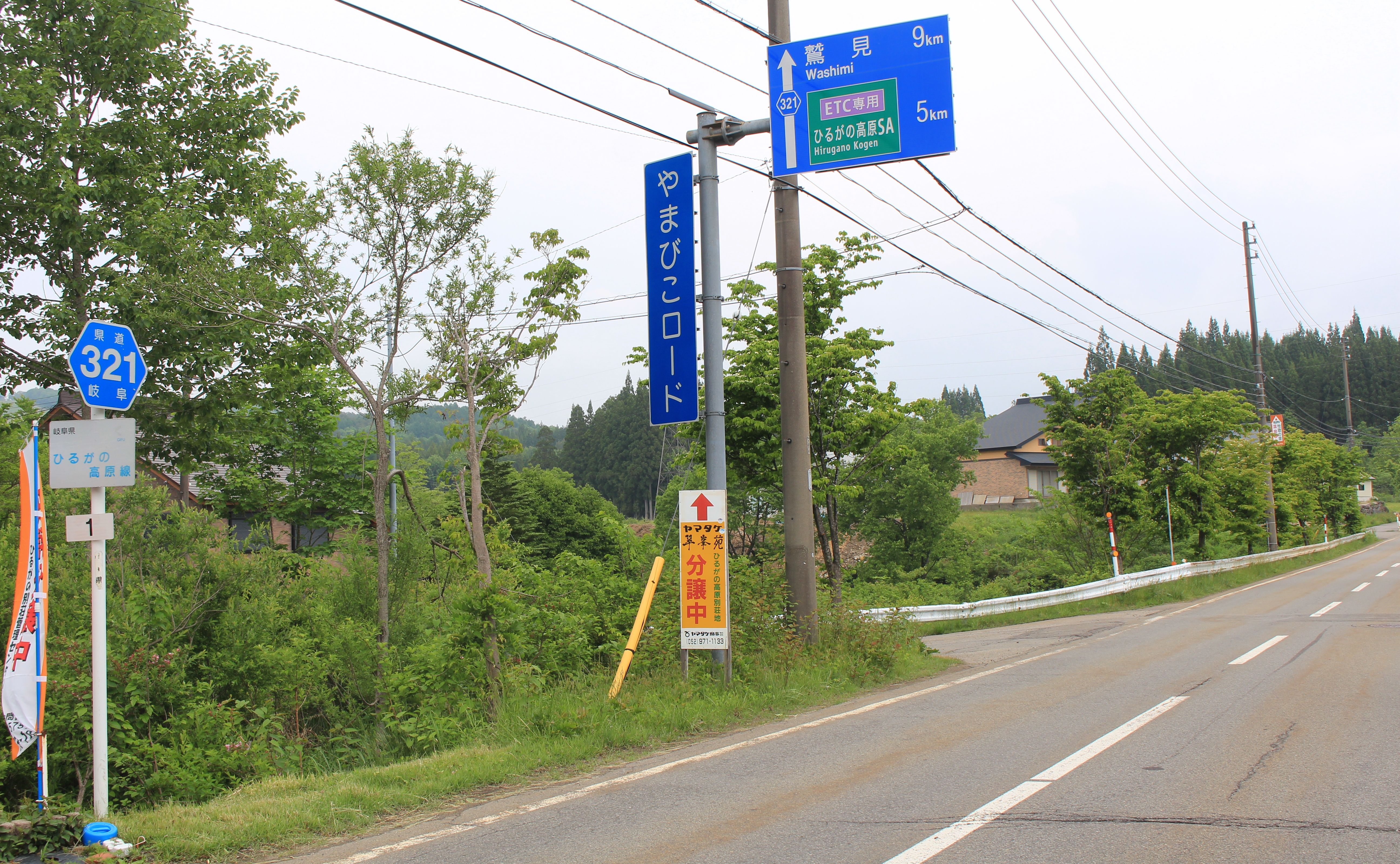
岐阜県道321号ひるがの高原線の国道156号との交点の起点付近、郡上市高鷲町ひるがのにて

## 概要

### 路線データ
- 起点：ひるがの高原（郡上市高鷲町）
- 終点：岐阜県道316号鮎立恩地線交点（郡上市高鷲町）
  - 延長：約8.865km

## 通過する自治体
- 岐阜県
  - 郡上市

## 主な接続道路
- 飛騨街道 ： 国道156号
- 岐阜県道452号惣則高鷲線
- 岐阜県道316号鮎立恩地線

## 周辺

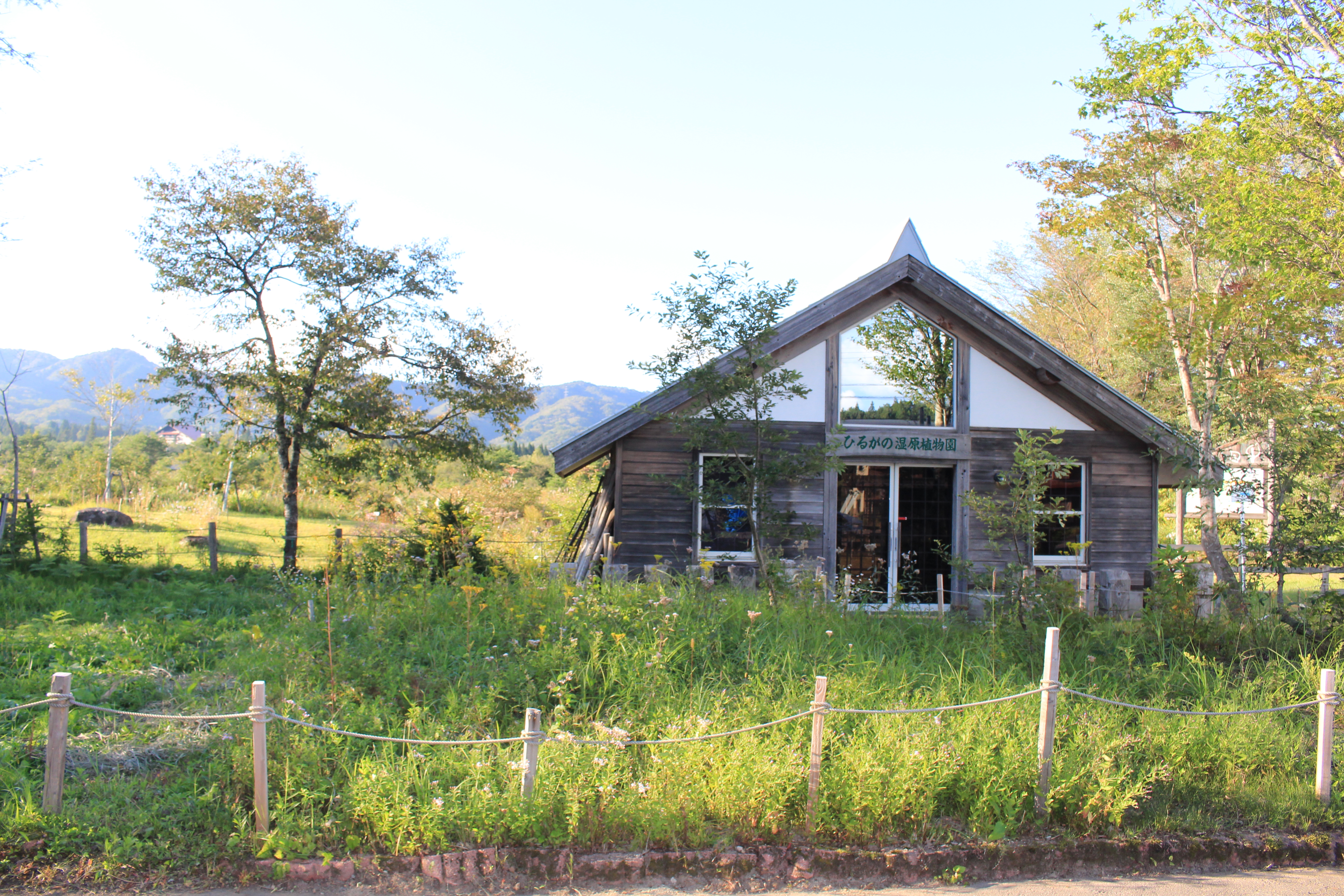
ひるがの湿原植物園

- 牧歌の里
- ひるがの湿原植物園